# Ісая Берлін
Сер Іса́я Бе́рлін OM (англ. Isaiah Berlin, латис. Jesaja Berlins; 6 червня 1909, Рига — 5 листопада 1997, Оксфорд) — англійський філософ, історик ідей у Європі від Віко до Плеханова з особливою увагою до Просвітництва, романтизму, соціалізму та націоналізму, перекладач російської літератури і філософської думки, один із засновників сучасної ліберальної політичної філософії.

## Біографія
Народився в респектабельній єврейській сім'ї торговця лісом Менделя Берліна і Марії Волчонок. На сім'ю не поширювалися обмеження смуги осілості, і Берлін провів дитинство в Ризі і Петрограді.
У 1917 р. був свідком більшовицького перевороту в Росії, що, можливо, в подальшому позначилося на його різко негативному ставленні до марксизму та соціалізму. 1921 року сім'я Берлінів емігрує до Великої Британії.
Усе подальше життя Берліна пов'язане з Оксфордським університетом. З 1974 по 1978 рр. Берлін був президентом Британської академії. З 1975 — професор соціально-політичних наук у коледжі Всіх Святих.
У роки Другої світової Війни Берлін працював у британській службі інформації в США (1941–1942), a в 1945-46 рр. 2-м секретарем британського посольства в СРСР.
Із 1956 р. до кінця життя Берлін був одружений з Алін Халбан (до шлюбу — Гінцбург).
У 1957 р. Берлін зведений в лицарське звання, 1971 року нагороджений британським орденом «За заслуги».

## Світогляд
Основний внесок Берліна в англо-американську ліберальну традицію зокрема і політичну філософію взагалі пов'язаний із розробкою питання про свободу та ідеєю, іменованою «плюралізмом цінностей» (англ. value-pluralism).
Відповідно до цієї ідеї, не існує універсального стандарту, що дозволяє ранжувати або ієрархізувати всі людські цінності і цілі в рамках якої-небудь синоптичної теорії. Традиційні ліберальні цінності — свобода, справедливість і рівність — неможливо гармонізувати в межах єдиної системи принципів; навпаки: нерідко вони конфліктують одна з одною. Оскільки граничні цілі приречені на перманентну міжусобицю, ми змушені здійснювати драматичний вибір між конфліктуючими цілями і конфліктуючими елементами єдиної мети. Таким чином, соціально-антропологічним змістом ідей Берліна є концепція людської діяльності як нестабільності, невизначеності, що випливає з торжества самовизначення за рахунок вибору і пов'язаної з цим вибором втрати. Плюралістичний лібералізм являє собою альтернативу всім теоріям, імплікації яких відсилають до ідеї досконалого людської істоти і досконалого людського суспільства, в якому об'єктивні цінності гармонізовані і узгоджені.
Подібний погляд, названий британським політичним філософом Джоном Греєм «агональним лібералізмом» (англ. agonical liberalism), являє собою новий тип лібералізму.
Берлін неодноразово говорив про той уплив, який справила на нього традиція німецького ідеалізму, і особливо — Кант. У загальному вигляді свою доктрину Берлін описує у своєму пізньому есе «Мій інтелектуальний шлях».

## Найважливіші роботи
- «Карл Маркс» (1939)
- «Їжак і лисиця» (1953, входить до числа 100 найкращих небелетристичних книг XX ст.)
- «Історична неминучість» (1955)
- «Століття Освіти» (1956)
- «Дві концепції свободи» (1958)
- «Чотири есе про свободу» (1969)
- «Російські мислителі» (1978)
- «Поняття і категорії» (1978)
- «Проти течії» (1979)
- «Особисті враження» (1980, мемуари, в тому числі — про Ахматову і Пастернака)
- «Викривлене древо людства: глави з історії ідей» (1990)
- «Почуття реальності: дослідження ідей та їх історії» (1996).